# 小武爾姆巴赫河
49°06′48″N 10°45′08″E / 49.11347°N 10.75225°E
小武爾姆巴赫河（德語：Kleiner Wurmbach），是德國的河流，位於該國東南部，由巴伐利亞負責管轄，屬於阿爾特米爾河的右支流，河道全長2.1公里，流經魏森堡-貢岑豪森縣。